# Скалон Антон Данилович
Георгій-Антон Данилович Скалон (1720—1777) — генерал-поручик з дворянського роду Скалонів. Відзначився під час Семирічної війни та Пугачовського повстання, пізніше командував Сибірським корпусом. Брав участь у створенні першого російсько-казахського розмовника.

## Біографія
Антон Данилович походив з французького дворянського роду Скалонів. Його дід Жорж де Скалон був гугенотом з Ланґедока. Після скасування Нантського едикту він з родиною емігрував до Швеції і оселився у Гетеборзі. Після смерті Жоржа, в 1710 році його сини разом з матір'ю і трьома сестрами перебралися до Російської імперії. Перейти на російську службу їх спонукали пільги для іноземців, які пропонував Петро I. У Росії братів стали називати Степаном та Данилом Юрійовичами Скалонами, але вже без приставки «де». Старший син Жоржа Степан помер бездітним. Молодший став родоначальником російської гілки Скалонів.
Данило Юрійович Скалон служив при російському посольстві в Копенгагені, флігель-ад'ютантом у князя Івана Трубецького, а пізніше служив підполковником у Київському драгунському полку. Його син Антон народився у 1720 році. Хлопчик був хрещений 28 серпня (8 вересня) 1720 у Ризі.
Антон служив пажем генерала Людвига Вільгельма Гессен-Гомбургзького. У досить юному віці взяв участь у Польському та Кримському походах, відзначився при штурмі Перекопської лінії та битвах під Бахчисараєм і Карасьові. У 1737—1739 роках воював у Молдавії в званні підпоручика. Під час облоги Хотина відзначився при штурмі турецького ретраншемента.
Під час Семирічної війни Антон Скалон виріс у званні від прем'єр-майора до полковника. Він брав участь у битвах при річці Прегель, Дрезині, Фрідрікберзі, Грос-Егерсдорфі, Цорндорфі та у взятті Берліна. Згідно з характеристикою його начальства, Скалон «діяв сміливо і безстрашно». Був полонений 19 червня 1761 року в бою при Кастьянах. Повернувся в стрій через півроку після обміну військовополоненими.

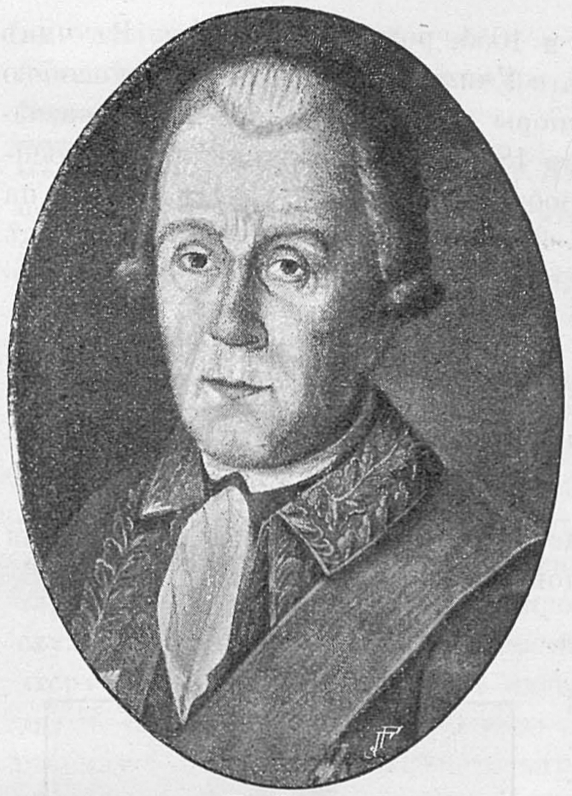
Гравюра з книги «Пажи за 183 года». 1894 рік

В 1763 році був переведений у розпорядження Сибірського корпусу. Спочатку служив командиром драгунського полку, а в 1766 році став командиром драгунської бригади. До її складу входили Вологодський, Луцький та Суздальські полки. Також Скалон брав участь в проектуванні та створенні Коливано-Кузнецької лінії, що служила для захисту від китайської агресії. Під його керівництвом була модернізована система укріплень. Скалон заснував Ануйскую і Катунску фортеці та наказав перенести Семипалатинську і Ямишевську фортеці.
Під час повстання Пугачова генерал-майор Скалон під керівництвом Івана Деколонга організував боротьбу з повстанцями. Після відбуття Деколонга до Оренбурзької лінії для боротьби з прихильниками Пугачова, Скалон залишався командуючим військами на Сибірській лінії. Виконуючи наказ Деколонга, у січні 1774 він відправив дванадцяту і тринадцяту легкі польові команди на допомогу Челябінську. Для заспокоєння селян Ісетської провінції та Сибірської губернії, 13 березня 1774 року Скалон розіслав оголошення до населення, в якому обіцяв прощення повстанцями які здадутясь і закликав їх доставляти властям своїх товаришів, що не зреклися Пугачова. Однак оголошення не мало успіху серед населення і заворушення продовжилися. На початку квітня за ініціативою Скалона була розіслана «Пересторога знаходившимся в Оренбурзькій і Сибірській губерніях башкирам, мещерякам і татарам», в якому від імені одноплемінників, які перебувають на службі на Сибірській лінії, закликав населення до покори. Пересторога також не мала успіху. Олександр Дмитрієв-Мамонов пов'язував цю невдачу з одночасним поширенням послання генерала Рейнсдорпа. Останній обіцяв нагороду за упіймання Пугачова, в той час як у пересторозі говорилося, що самозванця вже схопили. Суперечності в оголошеннях підривали їх авторитет і демонстрували слабкість влади у придушенні заколоту. Після того як Пугачов покинув Сибір і спокій було встановлено, генерал Деколонг вирішив відбути до Омської фортеці. Він викликав до себе генерала Скалона і 2 серпня передав йому командування військом. Однак, у зв'язку з інформацією, що розбитий під Казанню Пугачов планує повернутися в Башкирію, Деколонг вирішив тимчасово залишитися на чолі війська. Відомо, що Скалон отримав військо в командування ще до розгрому бунтівників біля Соленикової ватаги.
За «утихомирення пугачовського бунту» генерал Скалон був нагороджений орденом Святої Анни I ступеня, а його восьмирічний син Антон був зарахований рядовим в лейб-гвардії Преображенський полк. У 1777 році він отримав звання генерал-поручика і був призначений командувачем Сибірським корпусом. Антон Скалон помер у 1777 році під час інспекції Усть-Каменогорської фортеці, де і був похований з військовими почестями.

## Громадська діяльність
За сприяння Скалона у 1774 році було складено рукописний «Російсько-киргизька словник». Він став одним з перших російсько-казахських розмовників. Створення словника пов'язують з планами імператриці Катерини II про створення «Порівняльного словника всіх мов та наріч». На думку дослідника Олексієнко Н. В., Антон Скалон не міг бути автором словника через своє французьке походження та коротке перебування в Сибіру. Більш ймовірно, що книга була створена етнографом Іваном Андрєєвим за розпорядженням генерала.
З ім'ям Скалона пов'язана перша спроба розведення бджіл на Алтаї. У 1776 році він дізнався від головного лікаря Сибірських прикордонних військ Беренса про бажання місцевих поселенців розводити бджіл. За наказом генерала козаки-башкири доставили коменданту Усть-Каменогорської фортеці 30 колод з бджолами з Башкирії. Колоди були роздані мешканцям сіл Бобровське та Секісовське. Всі бджоли загинули взимку 1778/79 року через нестачу кормів, який виник у зв'язку з надмірним вилученням меду.

## В культурі
Антон Скалон є персонажем роману томського письменника Бориса Климичева «Кавалер де Вільнев».

## Родина
Антон Скалон був тричі одружений і мав 13 дітей. На своїй останній дружині, Кароліні фон Етінген, одружився 24 лютого 1770 року. Відомі імена трьох його синів:
- Абрам — капітан, помер в Ставрополі.
- Антон (1767—1812) — командир епохи наполеонівських воєн, генерал-майор.
- Олександр (1770—1851) — таємний радник, підполковник[1].

## Нагороди
- Орден св. Георгія IV ступеня (1770)
- Орден св. Анни I ступеня (1775)[6]

### Коментар
1. ↑  В Російській імперії та в радянський час до 1925 року казахів називали киргизами або киргиз-кайсаками.